# Médicament vétérinaire
Un médicament vétérinaire est une substance ou une composition présentée comme possédant des propriétés curatives, préventives ou administrée en vue d'établir un diagnostic chez l'animal.
Il est le plus souvent destiné à guérir, soulager ou prévenir des maladies animales.

## Définition officielle
En France, la notion générale de médicament est définie par l'article L5111-1 du code de la santé publique :
On entend par médicament toute substance ou composition présentée comme possédant des propriétés curatives ou préventives à l'égard des maladies humaines ou animales, ainsi que toute substance ou composition pouvant être utilisée chez l'homme ou chez l'animal ou pouvant leur être administrée, en vue d'établir un diagnostic médical ou de restaurer, corriger ou modifier leurs fonctions physiologiques en exerçant une action pharmacologique, immunologique ou métabolique. Sont notamment considérés comme des médicaments les produits diététiques qui renferment dans leur composition des substances chimiques ou biologiques ne constituant pas elles-mêmes des aliments, mais dont la présence confère à ces produits, soit des propriétés spéciales recherchées en thérapeutique diététique, soit des propriétés de repas d'épreuve. Les produits utilisés pour la désinfection des locaux et pour la prothèse dentaire ne sont pas considérés comme des médicaments. Lorsque, eu égard à l'ensemble de ses caractéristiques, un produit est susceptible de répondre à la fois à la définition du médicament prévue au premier alinéa et à celle d'autres catégories de produits régies par le droit communautaire ou national, il est, en cas de doute, considéré comme un médicament.
On peut distinguer différents types de médicaments selon leur utilisation, leurs composants, leur mode d'enregistrement réglementaire, etc. : 
- Médicament bio-similaire
- Médicament orphelin
- Médicament biologique
- Médicament à base de plantes

## Nouveau système de codification et de marquage unique des médicaments vétérinaires
Des obligations de traçabilité au lot, une saturation des numéros d'AMM ("codes CIP"), et le choix d'un code international partagé ont conduit l'Agence nationale du médicament vétérinaire (ANMV) française à proposer un nouveau système de numéros d'AMM au 1er juillet 2009 (Il devra être totalement appliqué au plus tard au 1er janvier 2011). 
L'ANMV a rédigé une note explicative qui après un historique des pratiques et un état des lieux en matière de réglementation, récapitule les principales évolutions retenues."

## Trame des Résumés des Caractéristiques des Produits
En France, pour harmoniser le modèle national avec les modèles européens, l’Anses ANMV a proposé en 2008 une nouvelle trame pour les Résumés des Caractéristiques du Produit (RCP) des médicaments vétérinaires

## Historique
Au début du XXe siècle, n'étaient considérés comme médicaments vétérinaires que quelques molécules de synthèse, outre une centaine de produits naturels. 
Au début du XXIe siècle, nous utilisons des centaines de molécules de synthèse et il ne reste que très peu de remèdes courants d'origine exclusivement naturelle. Le XXe siècle a vu l'essor des médicaments à base de molécules de synthèse produits par des laboratoires pharmaceutiques. Depuis peu les protéines, molécules du vivant sont de plus en plus utilisées comme médicament.

## Prescription, Distribution
Les médicaments vétérinaires sont prescrits par le vétérinaires à ses clients, qui peuvent les acheter directement chez ce vétérinaire, ou chez un pharmacien.
Il existe une exception : les groupements d'éleveurs qui proposent à leurs adhérents un programme de prévention des maladies peuvent, sur prescription du vétérinaire qui supervise ce programme, acheter les médicaments nécessaires à ces actions de prévention directement à ce groupement.

### Conditions de distribution
Certains médicaments peuvent être achetés sans ordonnance (on parle d'automédication ou médication officinale).
Dans la plupart des pays, un médicament doit avoir obtenu une autorisation de mise sur le marché (AMM) pour être vendu.
L'AMM est connue sous l'appellation NDA (new drug application) aux États-Unis et sous NDS (new drug submission) au Canada.

### Conditions de prescription, listes de médicaments
Les organismes vétérinaires dressent des listes de médicaments autorisés.
Par exemple, En France, il existe plusieurs listes de médicaments vénéneux, qui ne peuvent être acquis que sur ordonnance :
- liste I : médicaments dangereux ;
- liste II : médicaments potentiellement dangereux, moins toxiques que ceux de la liste I ;
- stupéfiants : substance psychotrope capable de provoquer une dépendance et des effets délétères sur la santé psychique et physique
- médicaments à prescription restreinte[2] :

## Balance bénéfice/risque, effets secondaires et paradoxaux
Le profil de risque est surtout lié à la relation entre les effets secondaires et la maladie soignée.

### Événement indésirable médicamenteux
Pour l'animal, comme pour l'humain, des effets indésirables peuvent être graves : Événement indésirable grave (EIG), qu'ils soient le fait d'une erreur médicamenteuse ou non. Voir iatrogénèse. Certains résidus peuvent être présents dans les viandes, le gras, les peaux, le lait, et d'autres produits animaux. Ils peuvent pour certains faire l'objet d'une réglementation et d'analyses de contrôles.

#### Types de médicaments et traitements
- Bithérapie
- Chimiothérapie
- Médicament générique
- Médicament sous ordonnance
- Trithérapie

#### Physiologie
- Effet indésirable
- Effet secondaire (médecine)
- Evénement indésirable médicamenteux (EIM) - Adverse Drug Event (ADE)
- Erreur médicamenteuse
- Iatrogénèse
- Interaction médicamenteuse
- Médicaments et grossesse
- Sevrage
- Surconsommation de médicaments

#### Institutions et économie
- Agence française de sécurité sanitaire des produits de santé
- Délégué médical
- Industrie pharmaceutique
- Organisation mondiale de la santé animale
- Prescription de médicaments
- Production pharmaceutique industrielle
- Répartition pharmaceutique
- Surprescription

#### Industries
- (fr) Les Entreprises du Médicament